# Völkermord an den Roma im Unabhängigen Staat Kroatien
Der Völkermord an den Roma fand 1942 im Unabhängigen Staat Kroatien während der Ustascha-Herrschaft an den Roma im KZ-Komplex Jasenovac statt.

## Ausgrenzung

### Erlass der Rassegesetze
Der Unabhängige Staat Kroatien hatte im Jahr 1941 etwa 6,5 Mio. Einwohner, von denen fast die Hälfte Nichtkroaten waren.  Laut der hochgerechneten Volkszählung von 1931 gab es etwa 1,9 Mio. orthodoxe Serben, 0,8 Mio. muslimische Bosniaken, 175 Tsd. Deutsche, 75 Tsd. Ungarn, 45 Tsd. Tschechen, 40 Tsd. Juden, je 25. Tsd. Ukrainer und  Roma, 22 Tsd. Slowaken und 5 Tsd. Italiener in Kroatien.
Am 30. April 1941 erließ der nach dem Balkanfeldzug aufgestiegene Diktator Ante Pavelić drei Rassengesetze, mit denen die Ausgrenzung von Bevölkerungsgruppen eingeleitet wurde:
- Gesetz über die Rassenzugehörigkeit mit der Definition von Juden und Zigeunern
- Gesetz über den Schutz des arischen Blutes und der Ehre des kroatischen Volkes
- Gesetz über die Staatsangehörigkeit, das zwischen Staatsbürgern und mehr oder weniger rechtlosen Staatsangehörigen unterschied.

### Registrierung und Abgrenzung
Am 3. Juli 1941 ordnete das Innenministerium die Registrierung der „Zigeuner“ (Cigani) durch die lokalen Behörden an. Menschen mit zwei oder mehr Großeltern, die „Zigeuner“ waren, sollten als „Zigeuner“ gelten. Da es aber nie eine Definition gegeben hatte, wer ein „Zigeuner“ sei, hing die Registrierung von der willkürlichen Einschätzung der lokalen Behörden ab. Diejenigen, die nach dem Ausbruch des Ersten Weltkrieges nach Kroatien eingewandert waren, sollten ausgewiesen werden. Wie viele Roma so 1941 ausgewiesen wurden, ist unklar.
Die Ustascha-Politik der Integration der bosnischen Muslime führte dazu, dass nach Protesten der muslimischen Eliten sesshafte Roma muslimischen Glaubens (sog. Weiße Roma) von den Listen gestrichen werden sollten, weil sie als arisch angesehen wurden. So entgingen die Romagemeinschaften von Sarajevo, Doboj, Brčko, Srebrenica und einigen kleineren Orten später der Vernichtung.
Den Roma und insbesondere den nicht sesshaften Roma wurde vorgeworfen, Infektionskrankheiten zu übertragen, die ländliche Wirtschaft zu beeinträchtigen und verschiedene Verbrechen zu begehen. Es wurden Lösungsansätze für die „Zigeuner-Frage“ diskutiert, darunter auch die Umsiedlung oder ihr Einsatz als Zwangsarbeiter. Die Behörden gingen aber zunächst nicht systematisch gegen die Roma vor. Im jugoslawischen Bürger- und Partisanenkrieg wurden die Gegner jeweils als „Zigeuner“ und „zigeunerfreundlich“ stigmatisiert und deutsche Soldaten beschuldigten die Roma der bestialischen Folterung gefangener Kameraden. So begingen alle Parteien Gewaltakte an herumziehenden Roma, denen sie Spionage und schlimmere Taten unterstellten.

## Verhaftungen und Massendeportationen

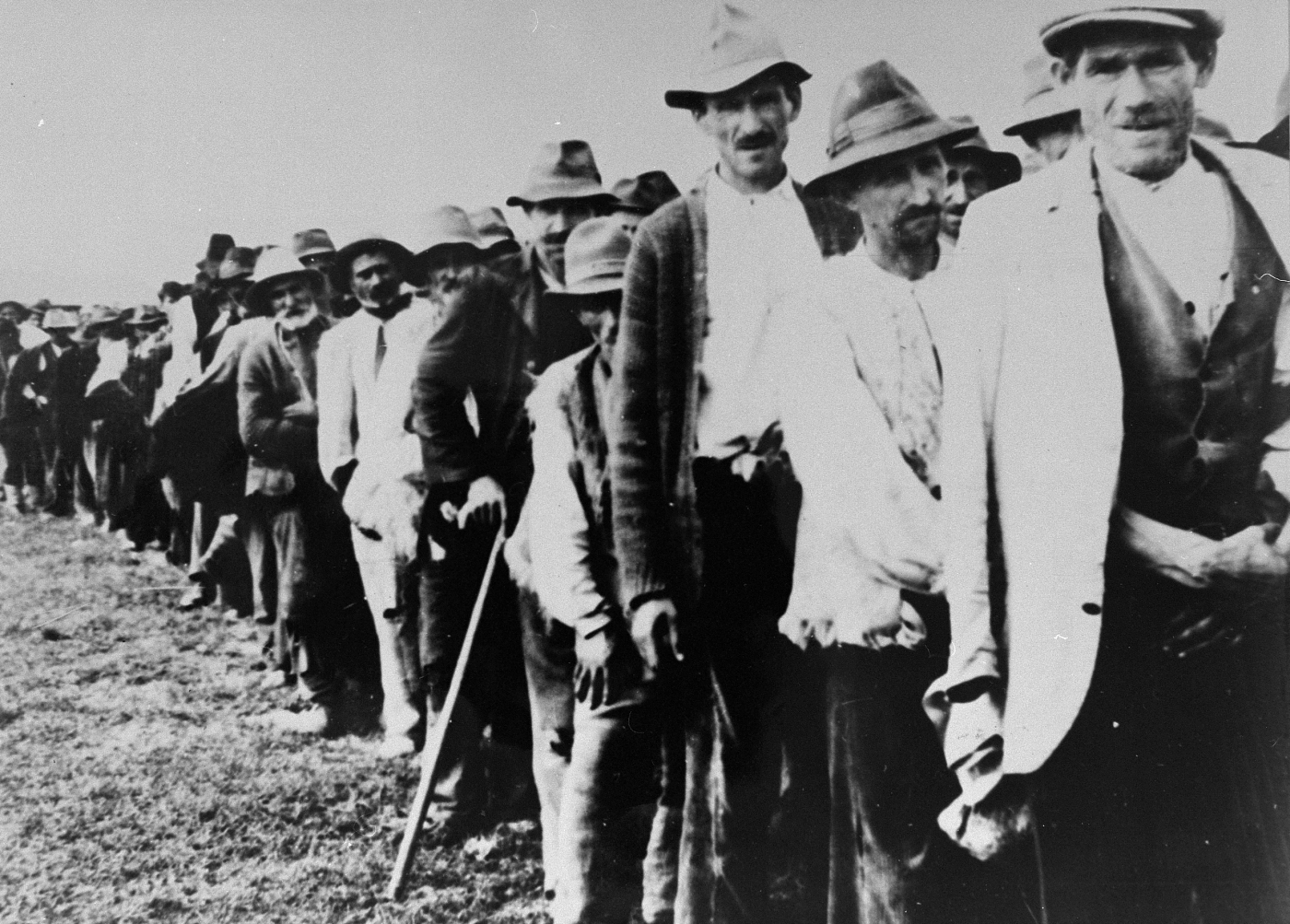
Serben und Roma werden deportiert, Juli 1942

Am 16. Mai 1942 erließ der Geheimdienst UNS die Anordnung, alle Roma in das Konzentrationslager Jasenovac zu bringen. Einige Verwaltungen ignorierten die Anordnung und viele Gendarmerie- und Militärposten teilten mit, dass in ihrem Bezirk keine Roma wären, was manchmal nicht der Wahrheit entsprach. Aber viele führten den Befehl schnell und effektiv aus und eskortierten die als Roma betrachteten Menschen manchmal auch mit Hilfe von Armee oder lokalen ethnischen Deutschen nach Jasenovac. Für den Vermögensentzug und die Deportation konnten in vielen Gemeinden wahrscheinlich die Strukturen und Prozesse der vorausgegangenen ethnischen Säuberungen gegen Serben und Juden genutzt werden. Das Vermögen der Roma wurde auf kommunaler Ebene an Bedürftige verteilt oder versteigert, Häuser und Gärten zur Unterbringung von kroatischen Flüchtlingen aus anderen Landesteilen verwendet.
Unklar ist, warum die Verhaftungen und Deportationen erst 1942 begannen, während die Verfolgung und Ermordung von Serben und Juden schon 1941 begann. Dazu gibt es mehrere Vermutungen:
- Die Roma wurden in rassistischen Pamphleten kaum erwähnt, sie wären als weniger gefährlich für das Kroatentum angesehen worden und organisatorisch wäre die Ustasha 1941 vorrangig mit der Lösung der Serben- und Judenfrage beschäftigt gewesen.
- Die Intervention der bosnischen Muslimführer zugunsten der muslimischen Roma hätte zur Verzögerung beigetragen.
- Die 1942 anlaufende großangelegte Deportationswelle der Juden nach Auschwitz wird als möglicher Auslöser für das zeitgleiche Vorgehen gegen die Roma in Erwägung gezogen.

## KZ Jasenovac

Lageplan KZ Jasenovac

Im April 1942 war Jasenovac bereit für die Aufnahme einer unbegrenzten Zahl von Gefangenen erklärt worden. Zeitgleich mit den Roma wurden Juden auf dem Weg nach dem Vernichtungslager Auschwitz-Birkenau durch das Lager geschleust und Gefangene von Antipartisanenoperationen in großer Zahl aus den unterschiedlichsten Gegenden Kroatiens eingeliefert. Bis Ende des Jahres 1942 waren fast alle nach Jasenovac deportierten Roma tot. Die Ermordung erfolgte in zwei Phasen.

### Phase ungesteuerter Brutalität
Die Wachen versuchten mit roher Gewalt die rasch wachsende Anzahl von Gefangenen zu verteilen. Die ersten ankommenden Roma wurden ausgesondert und in das verlassene Dorf Uštica gebracht aus dem zuvor die serbische Einwohnerschaft vertrieben worden war. Später wurden sie in einen unfertigen Teil des entstehenden KZ Uštica in die Sektion III C („C“ für Cigani) gebracht. Die Wachen behandelten die Roma sehr brutal und mit zunehmender Gefangenenzahl, die die Ustascha nicht mehr bewältigen konnte, verschlimmerte sich die Situation im Juni weiter. Erste Massenerschießungen wurden durch die Ustascha durchgeführt und später wurden Opfer auf die andere Seite der Save gebracht und zum halbverfallenen Ort Donja Gradina zur Exekution gebracht.

### Phase systematischer Ausrottung
In der zweiten Ankunftswelle fanden bei den Ankünften in Jasenovac Selektionen statt. Eine Gruppe von etwa hundert Gefangenen wurde zum Ausheben von Massengräbern und zur Leichenbeseitigung gezwungen. Ältere wurden sofort nach Donja Gradina gebracht, wo sie exekutiert wurden und ihre Leichen in vorbereiteten Massengräbern Platz fanden. Ein Teil wurde in dem Bereich III C des KZ Uštica unter schrecklichen Lebensbedingungen und einer hohen Sterberate gefangen gehalten. Nur ein kleiner Teil wurde zur Zwangsarbeit in Ziegeleien, Getreidemühlen und bei Deicharbeiten eingesetzt.
Eine kleine Anzahl an Gefangenen wurde zur Zwangsarbeit nach Deutschland deportiert. Wahrscheinlich weil sie zusammen mit serbischen Dorfbewohnern gefangen worden waren.

## Entkommensstrategien
Einige Roma traten zum Islam oder zum Katholizismus über oder traten in die kroatischen Streitkräfte ein. Die meisten überlebten, indem sie zu den Partisanen, in die italienisch besetzte Zone Kroatiens oder sogar nach Serbien flohen.

## Opferschätzungen
Laut Korb reichen die Opferschätzungen von 16.000 bis 40.000 und laut Biondich gehen die meisten Forscher von 25.000 bis 27.000 geschätzten Todesopfern aus.